# جولدا مائير
غولدا مائير (3 مايو 1898 - 8 ديسمبر 1978م). رابع رئيس وزراء للحكومة الإسرائيلية بين 17 مارس 1969 حتى 1974. وهي المرأة الوحيدة التي تولّت هذا المنصب.
وُلدت غولدا مابوفيتش في مدينة كييف بأوكرانيا وهاجرت مع عائلتها إلى مدينة ميلواكي في ولاية ويسكونسن الأمريكية عام 1906. تخرجت من كلّية المعلمين وقامت بالعمل في سلك التدريس وانضمّت إلى منظمة العمل الصهيونية في عام 1915م. ومن ثمّة، قامت بالهجرة مرّة أُخرى ولكن هذه المرّة إلى فلسطين وبصحبة زوجها موريس مايرسون في عام 1921. ولمّا مات زوجها في عام 1951، قررت غولدا تبني اسم عبري فترجمت اسم زوجها إلى العبرية (بالفعل يعني اسم مايرسون «ابن مائير» باللغة اليديشية وقررت غولدا مائير اختصاره).
انتقلت غولدا إلى مستوطنة تل أبيب في عام 1924. وعملت في مختلف المهن بين اتّحاد التجارة ومكتب الخدمة المدنية قبل أن تُنْتَخَب في الكنيست الإسرائيلي في عام 1949. عملت غولدا كوزيرة للعمل في الفترة 1949 إلى 1956م وكوزيرة للخارجية في الفترة 1956 إلى 1966 في أكثر من تشكيل حكومي.
وبعد وفاة رئيس الوزراء الإسرائيلي ليفي أشكول في فبراير 1969، تقلّدت غولدا منصب رئيس الوزراء وقد تعرّضت حكومة التآلف التي ترأّستها للنّزاعات الداخلية وأثارت الجدل والتساؤلات في مقدرة حكومتها على القيادة خاصّة بعد الهجوم العربي المباغت وغير المُتوقّع في حرب أكتوبر، والذي أخذ الإسرائيليين على حين غرّة في 6 أكتوبر 1973. تعرّضت غولدا مائير لضغوط داخلية نتيجة الأحداث التي سلفت فأقدمت على تقديم استقالتها وعقبها في رئاسة الوزراء إسحاق رابين. توفيت غولدا مائير في 8 ديسمبر 1978 ودُفنت في مدينة القدس.

## حياتها المبكرة
ولدت غولدا مابوفيتش لعائلة يهودية أوكرانية في وسط مدينة كييف، الإمبراطورية الروسية (أوكرانيا الحالية) في 3 مايو 1898، لوالدها موشيه مابوفيتش (توفي عام 1944) الذي كان نجارًا ووالدتها بلوم نيديتش (توفيت عام 1951). كتبت مائير في سيرتها الذاتية أن أولى ذكريات طفولتها كانت حين قام والدها بتأمين باب منزلهم الأمامي ردًا على شائعات عن احتمال وقوع مذبحة وشيكة. كان لديها شقيقتان: شينا (مواليد 1889) وتسيبكي (مواليد 1902)، بالإضافة إلى خمسة أشقاء آخرين ماتوا في طفولتهم.
غادر موشيه (والد مائير) البلاد للعثور على عمل في مدينة نيويورك في عام 1903. وفي غيابه، انتقل باقي أفراد العائلة إلى بينسك (بيلاروس الحالية) للانضمام إلى عائلة والدتها. في عام 1905 انتقل موشيه إلى ميلواكي في ولاية ويسكونسن بحثًا عن عمل بأجر أعلى، وحصل في النهاية على وظيفة في ورش العمل في ساحة السكك الحديدية المحلية. وفي العام التالي كان قد جمع ما يكفي من المال لإحضار عائلته إلى الولايات المتحدة، فوصلت غولدا مع والدتها وأخواتها إلى كيبيك وسافرت إلى ميلواكي بالقطار.
كانت والدة مائير تدير محل بقالة في الجانب الشمالي من ميلواكي. وبحلول سن الثامنة، وجدت مائير نفسها في كثير من الأحيان مسؤولة عن الإشراف على المتجر حين كانت والدتها تخرج لشراء الإمدادات. التحقت مائير بمدرسة فورث ستريت (تسمى اليوم مدرسة غولدا مئير) من عام 1906 إلى عام 1912، وأظهرت صفات القيادة في سن مبكرة، أسست مع صديقتها المقربة ريجينا هامبرغر جمعية الأخوات الشابات الأمريكية في عام 1908، بهدف جمع التبرعات لدفع ثمن الكتب المدرسية لزملائها، وكجزء من أنشطة الجمعية استأجرت قاعة وحددت موعدًا لعقد اجتماع عام للحدث. وعلى الرغم من التأخير المتكرر بسبب اضطرارها للعمل في متجر والدتها، فقد تخرجت كطالبة متفوقة على فصلها.
في عام 1912، بدأت الدراسة في مدرسة القسم الشمالي الثانوية بينما كانت تعمل في الوقت نفسه بدوام جزئي، تضمنت أماكن عملها متجر شوستر متعدد الأقسام ومكتبة ميلواكي العامة. ورغم رغبة والدتها في ترك المدرسة والزواج إلا أنها رفضت.
في 17 فبراير 1913، استقلت مائير القطار لتعيش في كورنغولد في دنفر، كولورادو مع أختها المتزوجة شينا. وهناك التحقت بمدرسة الشمال الثانوية. كانت عائلة شقيقتها تقيم أمسيات فكرية في منزلهم، مما أتاح لمائير فرصة التعرض للمناقشات حول مواضيع مختلفة، بما في ذلك الصهيونية والأدب وحق المرأة في التصويت والنقابات العمالية وغيرها. كتبت مائير في سيرتها الذاتية: "إلى الحد الذي تشكلت فيه قناعاتي المستقبلية وأعطتها شكلاً ... لعبت تلك الليالي المليئة بالأحاديث في دنفر دورًا مهمًا".
حوالي عام 1913، بدأت بمواعدة زوجها المستقبلي موريس ميرسون، وهو رسام لافتات واشتراكي.

## العودة إلى ميلواكي: النشاط الصهيوني والتدريس
في عام 1914 تركت مائير مدرسة الشمال الثانوية بعد خلافات مع أختها وخرجت من منزلها ووجدت عملاً. وبعد التصالح مع والديها، عادت إلى ميلواكي واستأنفت دراستها في ثانوية القسم الشمالي وتخرجت عام 1915. وأثناء وجودها هناك، أصبحت عضوًا نشطًا في حزب عمال صهيون، والذي تغير اسمه لاحقا إلى هابونيم (حركة الشباب العمالية الصهيونية). تحدثت مائير في الاجتماعات العامة وأبدت اهتماما كبيرًا بالصهيونية الاشتراكية.
في عام 1916 التحقت مائير بكلية المعلمين بمدرسة ولاية ميلواكي العادية (تسمى اليوم جامعة ويسكونسن–ملواكي)، واستمرت في الدراسة حتى منتصف عام 1917 على الأقل. وفي العام التالي شغلت منصبًا في المدرسة الشعبية الناطقة باللغة اليديشية في ميلواكي. خلال فترة وجودها هناك اعتنقت فكر الصهيونية الاشتراكية.
في 9 يوليو 1917، أصبحت مائير مواطنة أمريكية متجنسة، كما حصل والدها على الجنسية، وفي ذلك الوقت كان يمنح أطفال المواطنين المتجنسين تحت سن 21 عامًا على الجنسية عن طريق النسب.
في 24 ديسمبر 1917، تزوجت مائير ومايرسون، وكان شرط مائير للزواج هو الاستقرار في فلسطين. كانت تنوي الهجرة إلى إسرائيل على الفور، لكن خططها تعطلت عندما ألغيت جميع رحلات الركاب عبر المحيط الأطلسي بسبب دخول الولايات المتحدة في الحرب العالمية الأولى. أعادت مائير توجيه طاقاتها نحو أنشطة حزب عمال صهيون، وشرعت بعد وقت قصير من زفافها في حملة لجمع التبرعات لصالح الحزب امتدت عبر الولايات المتحدة.

## الهجرة إلى فلسطين الانتدابية
في عام 1921 وبعد انتهاء الحرب، انتقلت مائير مع زوجها إلى فلسطين، التي كانت آنذاك جزءًا من الانتداب البريطاني، ورافقتهم شينا (أخت مائير) وابنة شينا وصديقة الطفولة ريجينا. أبحروا على متن سفينة إس إس بوكاهونتاس من نيويورك إلى نابولي، ثم من هناك إلى تل أبيب بالقطار. انتقل والدا مائير بعد ذلك إلى فلسطين في عام 1926.
بعد رفض طلبهم للإقامة، قبل أخيرًا طلب العائلة للإقامة في كيبوتس ميرحافيا في مرج ابن عامر. تولت مائير مسؤوليات مختلفة، بما في ذلك قطف اللوز وزراعة الأشجار ورعاية حظائر الدجاج وإدارة المطبخ. واعترافًا بمهاراتها القيادية، اختارها الكيبوتس كممثلة له في الهستدروت (الاتحاد العام لنقابات العمال).
في عام 1924، غادرت مائير مع زوجها الكيبوتس وعاشا لفترة وجيزة في تل أبيب قبل أن يستقرا في القدس. وهناك أنجبا طفلين: مناحيم عام 1924، وسارة عام 1926. عادت مائير إلى مرج ابن عامر لفترة وجيزة في عام 1925.

## حياتها السياسية المبكرة
في عام 1928، انتخبت مائير سكرتيرة لمعتزيت هبوالوت (مجلس المرأة العاملة). وأمضت عامين (1932-1934) في الولايات المتحدة كمبعوثة للمنظمة وللحصول على علاج طبي متخصص لمرض الكلى الذي تعاني منه ابنتها.
في عام 1934، عندما عادت مائير من الولايات المتحدة، انضمت إلى اللجنة التنفيذية لاتحاد العام لنقابات العمال الإسرائيلية (هستدروت) وترقت في الرتب لتصبح رئيسة الدائرة السياسية. وكان هذا التعيين بمثابة تدريب مهم لدورها المستقبلي في القيادة الإسرائيلية.
في يوليو 1938، مثلت مائير الجالية اليهودية في فلسطين بصفة مراقب في مؤتمر إيفيان الذي عقده الرئيس فرانكلين روزفلت رئيس الولايات المتحدة. كان الغرض من المؤتمر هو معالجة قضية اللاجئين اليهود الفارين من الاضطهاد النازي. أعرب مندوبو الدول الـ 32 المدعوة مرارًا وتكرارًا عن حزنهم لمحنة اليهود الأوروبيين لكنهم رفضوا قبول اللاجئين. وكان الاستثناء الوحيد هو جمهورية الدومينيكان، التي تعهدت بقبول 100 ألف لاجئ بشروط سخية. شعرت مائير بخيبة أمل من النتيجة وقالت للصحافة: "هناك شيء واحد فقط أتمنى أن أراه قبل أن أموت، وهو أن شعبي لا ينبغي أن يحتاج إلى تعبيرات التعاطف بعد الآن".
طوال الحرب العالمية الثانية، لعبت مائير عدة أدوار رئيسية في الوكالة اليهودية، التي كانت بمثابة حكومة فلسطين البريطانية.
في يونيو 1946، تولت مائير منصب القائم بأعمال رئيس الدائرة السياسية للوكالة اليهودية بعد اعتقال موشيه شاريت وغيره من قادة اليشوف من قبل البريطانيين خلال عملية أجاثا. كانت هذه لحظة حاسمة في حياتها المهنية، حيث برزت كمفاوض رئيسي بين اليهود في فلسطين وسلطات الانتداب البريطاني. بعد إطلاق سراحه، ذهب شاريت إلى الولايات المتحدة لحضور المحادثات حول خطة التقسيم التابعة للأمم المتحدة، وواصلت مائير رئاسة الدائرة السياسية حتى إنشاء الدولة في عام 1948.

## دورها في حرب فلسطين وقيام إسرائيل

### المرحلة الأولى من الحرب
خلال معظم فترة الحرب، لعبت مائير على مضض ما شعرت أنه دور ثانوي في الأنشطة الإسرائيلية. وجاء في مقال نشره معهد غولدا مائير أنها شعرت كما لو تم تهميشها إلى منصب ثانوي. ومع ذلك، لعبت دورًا حاسمًا في جمع التبرعات. ففي يناير 1948، احتاجت الوكالة اليهودية إلى جمع الأموال من أجل الحرب المستمرة وقيام الدولة الإسرائيلية القادمة. كان أمين صندوق الوكالة اليهودية مقتنعًا بأنهم لن يتمكنوا من جمع أكثر من 7 إلى 8 ملايين دولار من الجالية اليهودية الأمريكية. وعلى عكس التوقعات، نجحت مائير في جمع أكثر من 30 مليون دولار. كان مفتاح نجاحها هو الخطاب العاطفي الذي ألقته لأول مرة في شيكاغو في 22 يناير. كما قامت بجولة في عشرات المدن في الولايات المتحدة وعادت إلى إسرائيل في 18 مارس.

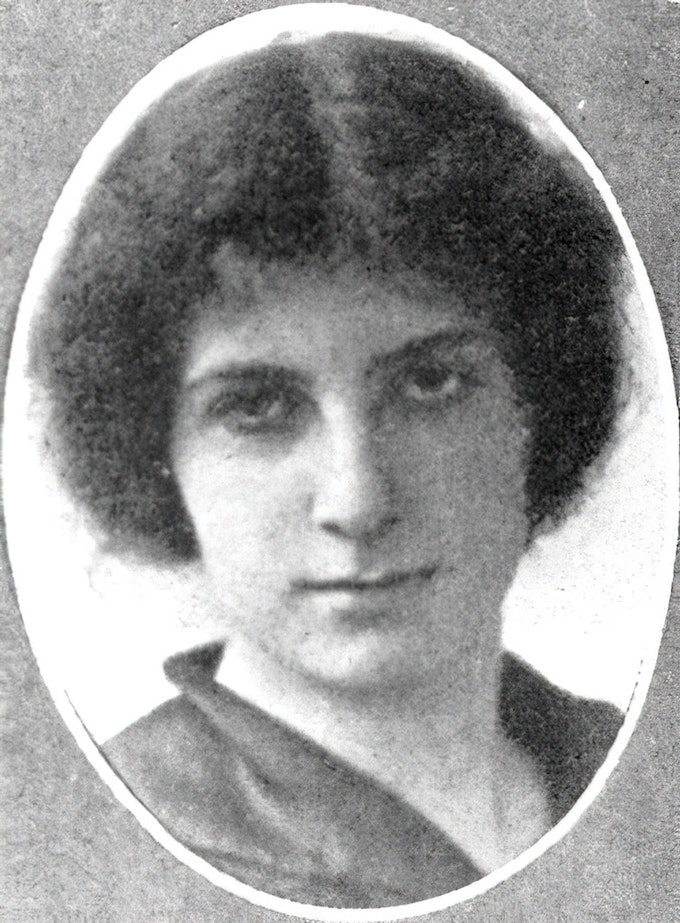
جولدا مائير عام 1914

لعبت هذه الأموال دوراً محورياً في نجاح المجهود الحربي وقيام دولة إسرائيل. وبالمقارنة، بلغت الميزانية السنوية للجنة العربية العليا حوالي 2.25 مليون دولار، وهي مماثلة لميزانية الهاغاناه السنوية قبل الحرب. أشار ديفيد بن غوريون إلى أن دور مائير سوف يتذكره التاريخ باعتبارها المرأة اليهودية التي نجحت بالحصول على المال الذي جعل قيام الدولة ممكنة.
ومع ذلك، عند عودتها إلى الوطن عانت من انتكاسة سياسية. فقد استبعدتها الوكالة اليهودية والمجلس التنفيذي الوطني من مجلس الوزراء المكون من 13 عضوًا للحكومة المؤقتة لإسرائيل، وأدرجتها فقط في مجلس الشعب المكون من 37 عضوًا. واحتج بن غوريون على ذلك قائلاً: "من غير المعقول ألا تكون هناك امرأة ذات كفاءة... إنها ضرورة أخلاقية وسياسية لليشوف والعالم اليهودي والعالم العربي". وفي مرحلة ما، فكر في أن يعرض عليها مكانه في مجلس الوزراء.
في 13 أبريل، دخلت المستشفى في تل أبيب بسبب الاشتباه في إصابتها بنوبة قلبية. وحثها بن غوريون ورؤساء الدوائر السياسية على الحفاظ على صحتها والقدوم إلى القدس في أسرع وقت ممكن. وطلبوا منها أن تكون "أم هذه المدينة"، مؤكدين أن كلماتها التي ستوجهها إلى 100 ألف من سكان المدينة ستكون مصدر بركة وتشجيع. لكنها شعرت أنه دور ثانوي ومؤقت.
وبدلاً من ذلك، زارت مائير حيفا في 6 مايو بعد احتلال الهاغاناه لها في 22 أبريل. وكان لهذه الرحلة أثر كبير عليها. وهناك، شاهدت امرأة عربية مسنة تخرج من منزل مدمر، ممسكة بممتلكاتها القليلة المتبقية. عندما تواصلت المرأتان بالعين، انفجرت كلاهما في البكاء. وصفت مائير الطرد الجماعي وهروب العرب قبل حرب فلسطين عام 1948 بأنه "مريع"، وشبهته بما حدث لليهود في أوروبا التي يحتلها النازيون. وعادت إلى تل أبيب، وفي النهاية إلى القدس قبل أسبوعين من انتهاء الانتداب.
في 10 مايو، عقدت مائير اجتماعًا ثانيًا مع عبد الله الأول. وسافرت إلى عمان سرًا متنكرة في زي امرأة عربية. وخلال اللقاء، اقترح عبد الله الأول ضم فلسطين إلى الأردن، مع منح الحكم الذاتي للمناطق ذات الأغلبية اليهودية. لكن مائير رفضت الاقتراح. وفي وقت لاحق، بدا أن هناك احتمالًا متزايدًا بأن عبد الله الأول يخطط لشن حرب.

### المرحلة الثانية من الحرب وتعيينها وزير مفوض
في 14 مايو 1948، أصبحت مائير واحدة من 24 موقعًا (بما في ذلك امرأتان) على إعلان الاستقلال الإسرائيلي. وتذكرت لاحقًا قائلة: "بعد أن وقعت، بكيت. عندما درست التاريخ الأمريكي عندما كنت تلميذة وقرأت عن أولئك الذين وقعوا على إعلان استقلال الولايات المتحدة، لم أستطع أن أتخيل أن هؤلاء كانوا أشخاصًا حقيقيين يفعلون شيئًا حقيقيًا. وها أنا اليوم أجلس وأوقع على إعلان التأسيس". وبعد يوم واحد من الاستقلال، بدأت المرحلة الثانية من الحرب. كما فقدت مائير فجأة وظيفتها ومسؤولياتها الإدارية، حيث تحولت الدائرة السياسية إلى وزارة الخارجية المؤقتة. بالإضافة إلى ذلك، تولى دوف يوسف دورها القيادي في القدس.
في 18 مايو، شرعت في جولة ثانية لجمع التبرعات، والتي أثبتت أنها أكثر نجاحًا، حيث جمعت ما يقرب من 50 مليون دولار. في المجمل، حصدت مساعيها لجمع التبرعات حوالي 90 مليون دولار، وهو ما يشكل حوالي ثلث التكلفة الإجمالية للحرب (275 مليون دولار). خلال الاستعدادات لهذه الرحلة، صدر أول جواز سفر إسرائيلي لها. وعلى مدى الأسابيع العشرة التي كانت غابت فيها لجمع التبرعات، شهدت إسرائيل تغيرات عميقة وعانت من تبعات الحرب المستمرة.
في 25 يونيو، بينما كانت لا تزال في الولايات المتحدة، عينت مائير من قبل شاريت وزير الخارجية آنذاك وزيرًا مفوضًا لدى الاتحاد السوفيتي الذي اعترف مؤخرًا بإسرائيل. كان مائير مستاءة من المنصب، إذ لم تكن تجيد التحدث باللغة الروسية وكانت تخشى أن تكون وحيدة في موسكو. قالت "أخيرًا أصبح لدينا دولة. أريد أن أكون هناك. لا أريد أن أذهب بعيدًا لآلاف الأميال. لماذا علي دائمًا أن أذهب بعيدًا؟"
تأخرت عودتها إلى إسرائيل بسبب حادث سيارة أصيبت فيه بتمزق في أحد الأربطة وكسر في العظم. رفض المسؤولون السوفيت تصديق أنها كانت في المستشفى وطالبوا بإرسال مبعوث إسرائيلي في أسرع وقت ممكن. تجاهلت مائير نصائح الأطباء بالراحة وعادت إلى إسرائيل في 29 يوليو. وبعد سنوات، كانت ساقها تؤلمها بشكل متكرر.

## العمل الحكومي قبل رئاسة الوزراء

### وزير مفوض لدى الاتحاد السوفيتي (1948-1949)

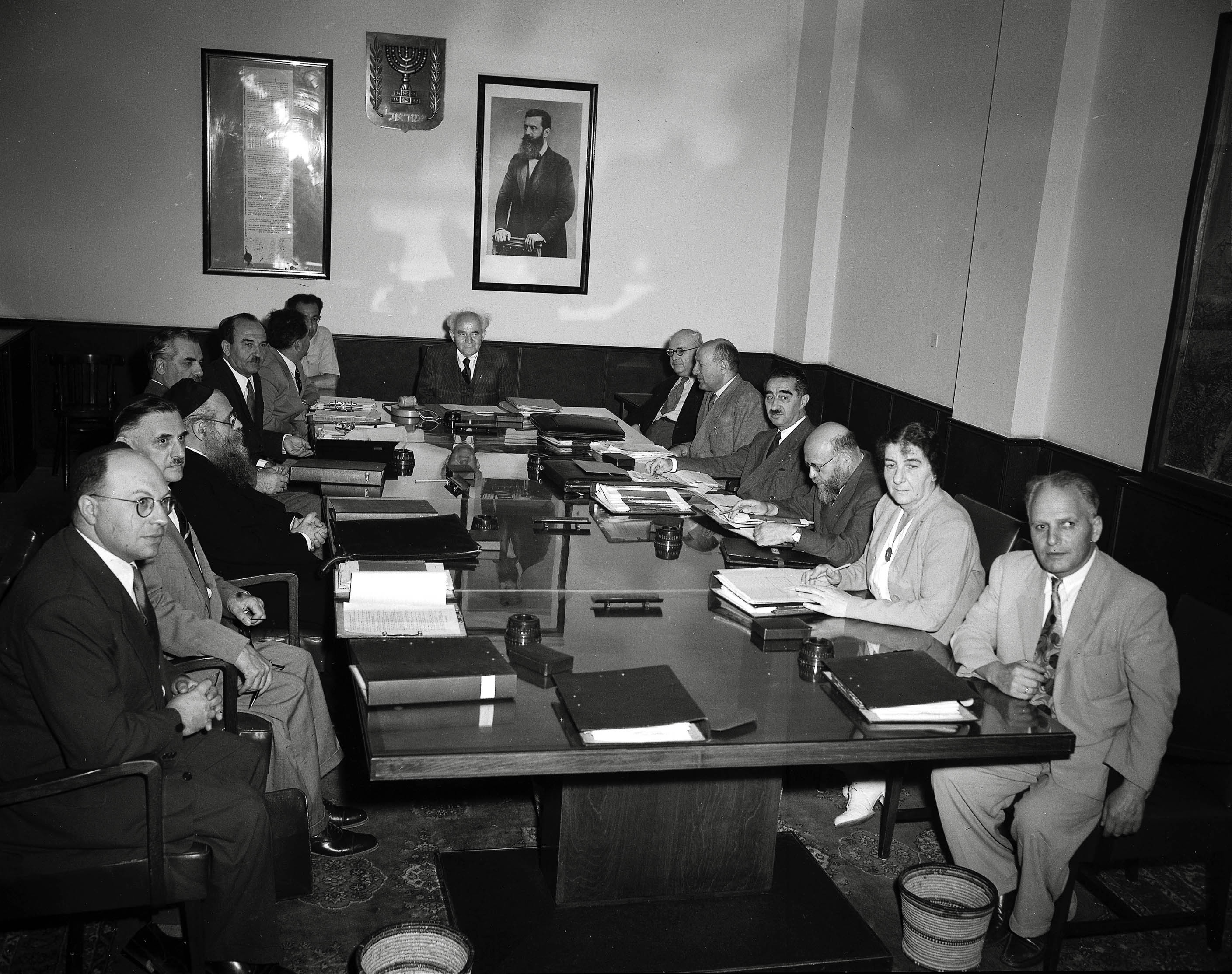
غولدا مائير في الجلسة الأولى للحكومة الثالثة عام 1951.

شغلت مائير منصب وزير مفوض لدى الاتحاد السوفيتي من 2 سبتمبر 1948 إلى 10 مارس 1949.
وبحسب ما ورد كانت معروفة بنفاد صبرها من الإجراءات الدبلوماسية وإحجامها عن الاستعانة بالمترجمين الفوريين. لم تكن تشرب أو ترقص ولم يكن لديها اهتمام كبير بالنميمة والموضة. وبحسب مترجمها، عندما سألها سفير روسي عن كيفية سفرها إلى موسكو، أجابت "أخبر سعادة السفير أننا وصلنا راكبين الحمير".
كان هذا دورًا مهمًا وصعبًا. أثرت العلاقات الجيدة مع الاتحاد السوفيتي على قدرة إسرائيل على تأمين الأسلحة من دول أوروبا الشرقية. وفي المقابل، رأى جوزيف ستالين ووزير الخارجية السوفيتي فياتشيسلاف مولوتوف في علاقتها مع إسرائيل وسيلة لتعزيز الموقف السوفيتي في الشرق الأوسط. ومع ذلك، تعقدت العلاقات السوفيتية الإسرائيلية بسبب السياسات السوفيتية ضد المؤسسات الدينية والحركات القومية، والتي تجلت في إجراءات إغلاق المؤسسات الدينية اليهودية وكذلك حظر دراسة اللغة العبرية وحظر تشجيع الهجرة إلى إسرائيل.
بعد 20 يومًا فقط من ولايتها، بدأت سلسلة من حملات القمع المعادية للسامية في أعقاب مقال للكاتب اليهودي السوفيتي إيليا إهرنبرغ. ردًا على ذلك، اتخذت مائير والممثلون الإسرائيليون الآخرون إجراءات متعمدة لزيارة الشركات اليهودية الروسية والمعابد اليهودية والعروض.
في 3 أكتوبر، خلال احتفالات روش هاشانا في كنيس كورالي بموسكو، احشدت آلاف اليهود الروس حولها وهم يهتفون باللغة الروسية "ناشا غولدا" والتي تعني "غولدا لدينا". وصفت هذا الحدث في سيرتها الذاتية قائلة: «شعرت كما لو أنني وقعت في سيل من الحب القوي لدرجة أنه قطع أنفاسي وأبطأ قلبي». تم إحياء ذكرى هذا الحدث من خلال إصدار ورقة نقدية إسرائيلية بقيمة 10000 شيكل في نوفمبر 1984 وكانت تحمل صورة مائير على جانب واحد وصورة الحشد الذي استقبلها في موسكو على الجانب الآخر.

### وزارة العمل (1949-1956)
عرض بن غوريون في البداية على مائير منصب "نائب رئيس الوزراء"، وهو ما رفضته. إذ وجدت أن المسمى الوظيفي والمسؤوليات غير واضحة، ولم تعجبها فكرة الحاجة إلى التنسيق مع العديد من الإدارات الحكومية.
وبدلاً من ذلك، اختارت منصب وزيرة العمل، وهو المنصب الذي شغلته من 10 مارس 1949 إلى 19 يونيو 1956. استمتعت مائير بهذا الدور أكثر بكثير من دورها السابق، ووصفته بأنه "سبع سنوات جميلة". وعلى وجه الخصوص، كان لها القدرة على التصرف بسرعة وبقليل من الاحتكاك مع الآخرين. وبرزت كواحدة من أقوى السياسيين الإسرائيليين في ذلك الوقت.
كان المصدر الرئيسي للخلاف في هذا الدور هو التمويل، وخاصة لتلبية احتياجات الملايين من المهاجرين الذين يصلون إلى الدولة الجديدة. في أكتوبر 1950، أعلنت مائير من واشنطن عن خطة مدتها ثلاث سنوات لتنمية إسرائيل وحددت تكلفة قدرها 15 مليار دولار على مدى السنوات الخمس عشرة القادمة. تمكنت الحكومة الإسرائيلية من الحصول على قرض من حكومة الولايات المتحدة واليهود الأمريكيين يغطي 40٪ من الميزانية. ورغم أن السندات الإسرائيلية المنشأة حديثًا لم تساهم إلا بمبلغ متواضع في ذلك الوقت، إلا أنها أصبحت فيما بعد مساهمًا كبيرًا في الاقتصاد الإسرائيلي، لتصل في النهاية إلى المليارات.

### وزارة الخارجية (1956-1966)

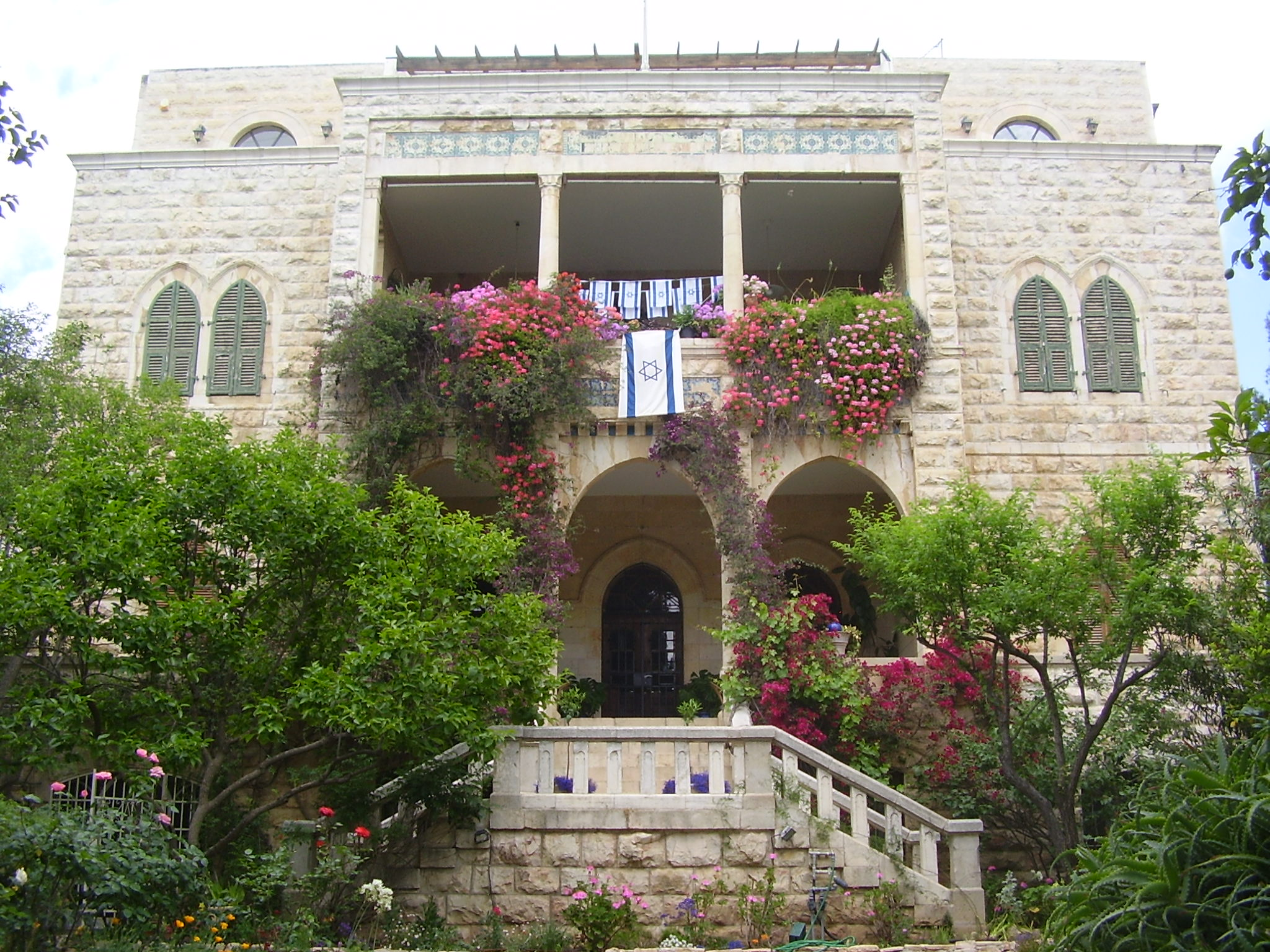
فيلا هارون الرشيد، في الطالبية، بناها الفلسطيني حنا بشارات عام 1926، وصادرها الإسرائيليون بعد عام 1948، وأصبحت مسكن مائير خلال الستينيات.

في أكتوبر 1955، عين بن غوريون مائير في منصب وزير الخارجية، لتحل محل شاريت. تفاقمت الخلافات بين بن غوريون وشاريت إلى درجة ازدراء الاجتماعات والعزوف عن التواصل المباشر، وعلى الرغم من أن مائير كانت أقل خبرة في الشؤون الخارجية من شاريت، إلا أنها كانت تتمتع بعلاقة ودية ومخلصة مع بن غوريون. وبينما استمتعت مائير في النهاية بوظيفتها الجديدة، إلا أنها كرهت الزملاء المؤيدين لشاريت في قسمها.
شغلت مائير منصب وزيرة الخارجية في الفترة من 18 يونيو 1956 إلى 12 يناير 1966. وتزامنت أشهرها الأولى كوزيرة للخارجية مع أزمة السويس عام 1956، التي غزت فيها إسرائيل وبريطانيا وفرنسا مصر لاستعادة السيطرة الغربية على قناة السويس، والإطاحة بالرئيس المصري جمال عبد الناصر، وضمان حرية الملاحة عبر مضيق تيران لإسرائيل. لعبت مائير دورًا رئيسيًا في التخطيط والتنسيق مع الحكومة الفرنسية والجيش قبل الغزو. وطوال مناقشات الأمم المتحدة حول الأزمة، تولى مائير قيادة الوفد الإسرائيلي. وبعد بدء القتال، أجبرت الولايات المتحدة والاتحاد السوفيتي والأمم المتحدة الغزاة الثلاثة على الانسحاب.
كوزير للخارجية، عزز مائير العلاقات مع الدول المنشأة حديثًا في أفريقيا في محاولة لكسب حلفاء في المجتمع الدولي. وأعربت عن اعتقادها بأن تجربة إسرائيل في بناء الدولة يمكن أن تكون بمثابة نموذج قيم للدول الأفريقية. وكتبت في سيرتها الذاتية:
| جولدا مائير | تخلصنا من الحكم الأجنبي مثلهم؛ وكان علينا أن نتعلم بأنفسنا كيفية استصلاح الأرض مثلهم، وكيفية زيادة إنتاجية محاصيلنا، وكيفية الري، وكيفية تربية الدواجن، وكيفية العيش معا، وكيفية الدفاع عن أنفسنا. يمكن لإسرائيل أن تكون نموذجاً يحتذى به لأنها اضطرت إلى إيجاد حلول لأنواع من المشاكل التي لم تواجهها الدول الكبيرة والغنية والقوية من قبل. | جولدا مائير |

بذلت مائير الكثير من الجهد لإقناع الولايات المتحدة ببيع أسلحة لإسرائيل. أحد الإنجازات الملحوظة في هذا المجال حدث في عام 1962 عندما وافق البيت الأبيض بشكل سري على بيع صواريخ هوك لإسرائيل. يذكر أن علاقة إسرائيل مع الاتحاد السوفيتي ظلت فاترة خلال فترة ولايتها.

## رئاسة الوزراء (1969–1974)

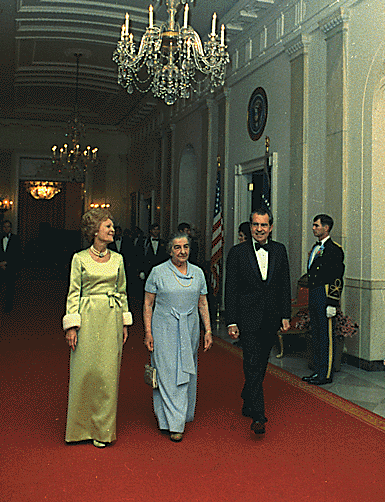
جولدا مائير مع الرئيس الأمريكي ريتشارد نيكسون عام 1973.

في 26 فبراير 1969 توفي رئيس الوزراء ليفي إشكول فجأة، مما أدى إلى تعيين إيجال ألون رئيسًا مؤقتًا للوزراء والتحضير لإجراء انتخابات لاختيار خليفته. قبل الانتخابات، كان التوقع السائد هو أن تتولى مائير هذا المنصب. في 7 مارس 1969، صوتت اللجنة المركزية للحزب لاختيار مائير كزعيم جديد للحزب. كانت لدى مائير البالغة من العمر 71 عامًا مشاعر متضاربة، بسبب مخاوفها الصحية، لكنها وافقت في النهاية، قائلة إنها ستحترم قرار الحزب، تمامًا كما احترمت جميع قرارات الحزب السابقة.
شغلت مائير منصب رئيس الوزراء من 17 مارس 1969 إلى 3 يونيو 1974. وحافظت على حكومة الوحدة الوطنية التي تشكلت عام 1967 بعد حرب الأيام الستة، والتي اندمج فيها حزب مباي مع حزبين آخرين (رافي وأحدوت هافودا) لتشكيل حزب العمل الإسرائيلي.
بعد ستة أشهر من توليها المنصب، قادت مائير التحالف المعاد تشكيله، والذي ضم حزب العمل ومابام في الانتخابات العامة عام 1969. وتمكن "المعراخ" من تحقيق ما لا يزال أفضل أداء لحزب أو فصيل واحد في تاريخ إسرائيل، حيث فاز بـ 56 مقعدًا. وهي المرة الوحيدة التي يقترب فيها حزب أو فصيل من الفوز بأغلبية مطلقة في الانتخابات. وتم الإبقاء على حكومة الوحدة الوطنية.
في عام 1969 وأوائل السبعينيات، التقت مائير بالعديد من زعماء العالم للترويج لفكرتها بشأن التسوية السلمية، بما في ذلك ريتشارد نيكسون (1969)، ونيكولاي تشاوشيسكو (1972)، والبابا بولس السادس (1973). وفي عام 1973، استضافت مستشار ألمانيا الغربية ويلي براندت في إسرائيل.
في أغسطس 1970، قبلت مائير مبادرة السلام الأمريكية التي دعت إلى إنهاء حرب الاستنزاف وتعهد إسرائيل بالانسحاب إلى "حدود آمنة ومعترف بها" في إطار تسوية سلمية شاملة. انسحب حزب غاهال من حكومة الوحدة الوطنية احتجاجًا، لكن مائير استمرت في قيادة الائتلاف المتبقي.
في 28 فبراير 1973، وخلال زيارتها في واشنطن العاصمة، وافقت مائير على اقتراح السلام الذي قدمه هنري كيسنجر على أساس "الأمن مقابل السيادة": والذي نص على قبول إسرائيل السيادة المصرية على كل سيناء، مقابل قبول مصر الوجود الإسرائيلي في بعض المواقع الاستراتيجية في سيناء.

### أولمبياد ميونيخ (1972)
في أعقاب مذبحة ميونيخ في دورة الألعاب الأولمبية الصيفية عام 1972، ناشدت مائير العالم لإنقاذ المواطنين الإسرائيليين وإدانة الأعمال الإجرامية المرتكبة التي لا توصف على حد تعبيرها. وبسبب غضبها من النقص الملحوظ في التحرك العالمي، أمرت الموساد بمطاردة واغتيال القادة المشتبه بهم ونشطاء منظمة أيلول الأسود والجبهة الشعبية لتحرير فلسطين.

### النزاع مع النمسا (1973)
خلال السبعينيات، سُمح لحوالي 200 ألف مهاجر يهودي سوفيتي بمغادرة الاتحاد السوفيتي إلى إسرائيل عن طريق النمسا. أُخذ سبعة من هؤلاء المهاجرين كرهائن على الحدود النمساوية التشيكوسلوفاكية على يد مسلحين فلسطينيين في سبتمبر 1973، قام مستشار النمسا برونو كرايسكي بإغلاق منشأة العبور التابعة للوكالة اليهودية في شوناو، النمسا. وبعد بضعة أيام في فيينا، حاولت مائير إقناع كرايسكي بإعادة فتح المنشأة وتذكيره بأصله اليهودي، ووصفت موقفه بأنه "استسلام للابتزاز الإرهابي". لكن كرايسكي لم يغير موقفه، فعادت مائير إلى إسرائيل غاضبة. وبعد بضعة أشهر، افتتحت النمسا معسكرًا انتقاليًا جديدًا.

### حرب يوم الغفران (1973)
من الانتقادات الشائعة الموجهة إلى مائير أنها كان بوسعها أن تتجنب حرب يوم الغفران في عام 1973. فعلى مدى الأشهر التي سبقت الهجوم، قدم الرئيس المصري أنور السادات مبادرات متكررة من أجل السلام في مقابل الانسحاب الإسرائيلي الكامل من سيناء، لكن مائير رفضت هذه المبادرات، ورغم أنها أعربت في السابق عن استعدادها لمناقشة التنازل عن معظم أراضي سيناء، إلا أنها لم تكن مستعدة للعودة إلى حدود ما قبل عام 1967، ولم تبد مصر أي اهتمام بمحادثات السلام في ظل شروطها. وباعتبارها زعيمة الأمة خلال هذه الحرب القصيرة، كان هدفها الرئيسي هو تحديد توقيت العمليات الأولية، وتزويد الجيش الإسرائيلي بالوقت اللازم والذخيرة اللازمة لتحقيق النصر.

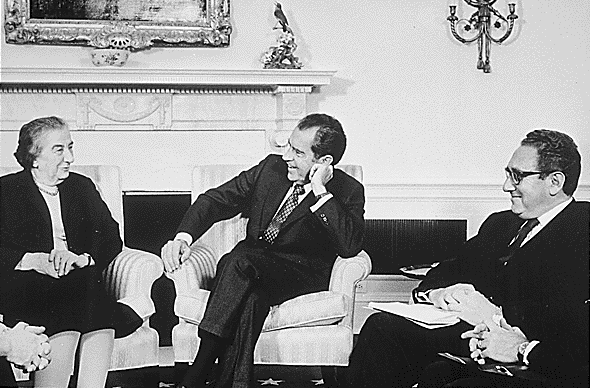
الرئيس الأمريكي ريتشارد نيكسون ورئيسة الوزراء الإسرائيلية جولدا مئير يلتقيان في الأول من مارس عام 1973 في المكتب البيضاوي. على يمين الصورة يظهر مستشار الأمن القومي لنيكسون هنري كيسنجر.

في الأيام التي سبقت حرب يوم الغفران، لم تتمكن المخابرات الإسرائيلية من تحديد بشكل قاطع أن الهجوم كان وشيكًا. ومع ذلك، في 5 أكتوبر 1973، تلقت مائير معلومات استخباراتية تفيد بأن القوات السورية كانت تحتشد في مرتفعات الجولان. أثارت هذه المعلومات قلقها، واعتقدت أن الوضع سيكون مشابه لما سبق حرب الأيام الستة. ومع ذلك، نصحها مستشاروها بعدم القلق، قائلين إنه سيكون لديهم إشعار كاف قبل اندلاع أي حرب. كان هذا منطقيًا في ذلك الوقت؛ وبعد حرب الأيام الستة، اعتبر معظم أفراد مجتمع الاستخبارات الإسرائيلي أن العرب غير مستعدين لشن هجوم آخر. ونتيجة لذلك، وعلى الرغم من أن الكنيست أصدر قرارًا يمنحها سلطة المطالبة باستدعاء واسع النطاق للجيش (بدلاً من قرار مجلس الوزراء النموذجي)، إلا أن مائير لم تقم بتعبئة القوات الإسرائيلية في وقت مبكر. لكن سرعان ما أصبح التهديد بالحرب واضحًا جدًا. وقبل ست ساعات من اندلاع الأعمال العدائية، التقت مائير بوزير الدفاع موشيه ديان والجنرال دافيد إلعازار. وبينما استمر ديان في القول بأن الحرب غير محتملة وفضل استدعاء القوات الجوية وفرقتين فقط، دعا العازار إلى تعبئة الجيش على نطاق واسع وتوجيه ضربة استباقية واسعة النطاق ضد القوات السورية.
في 6 أكتوبر، وافقت مائير على التعبئة واسعة النطاق لكنها رفضت توجيه ضربة استباقية، مشيرة إلى مخاوف من أن يُنظر إلى إسرائيل على أنها هي التي بدأت الأعمال العدائية، الأمر الذي من شأنه أن يضر بوصول إسرائيل إلى المساعدات الخارجية والدعم العسكري، وخاصة من الولايات المتحدة في الصراع الذي تلا ذلك. جعلت مائير من أولوياتها إبلاغ واشنطن بقرارها. أكد وزير الخارجية الأمريكي هنري كيسنجر في وقت لاحق تقييم مئير بالقول أنه إذا كانت إسرائيل قد شنت ضربة استباقية، فإن إسرائيل لن تحصل على دعم الولايات المتحدة.

### الاستقالة (1974)
في أعقاب حرب يوم الغفران، واجهت حكومة مائير خلافات داخلية وتساؤلات حول عدم استعداد إسرائيل للحرب. برأت لجنة أغرانات التي تم تعيينها للتحقيق في الحرب مائير من "المسؤولية المباشرة". قيل عن تصرفاتها في صباح يوم الغفران:
| جولدا مائير | لقد قررت بحكمة، وبحس سليم وبسرعة، لصالح التعبئة الكاملة للاحتياط، كما أوصى رئيس الأركان، على الرغم من الاعتبارات السياسية ذات الثقل، وبذلك قدمت خدمة بالغة الأهمية للدفاع عن الدولة. | جولدا مائير |

فاز حزب مائير في الانتخابات في ديسمبر 1973، لكن الائتلاف خسر مقاعده ولم يتمكن من تشكيل الأغلبية. استقالت مائير من منصب رئيس الوزراء في 11 أبريل 1974، وتخلت عن مقعدها في الكنيست في 7 يونيو 1974. ولم تشغل منصبها مرة أخرى. وأعربت عن اعتقادها أن هذه هي "إرادة الشعب" وأنها عملت لفترة كافية كرئيسة للوزراء. وأعربت عن اعتقادها بأن الحكومة بحاجة إلى تشكيل ائتلاف. وقالت: "خمس سنوات كافية... ولا أستطيع الاستمرار في تحمل هذا العبء". خلفها إسحق رابين في 3 يونيو 1974.

## ما بعد رئاسة الوزراء والوفاة (1974-1978)

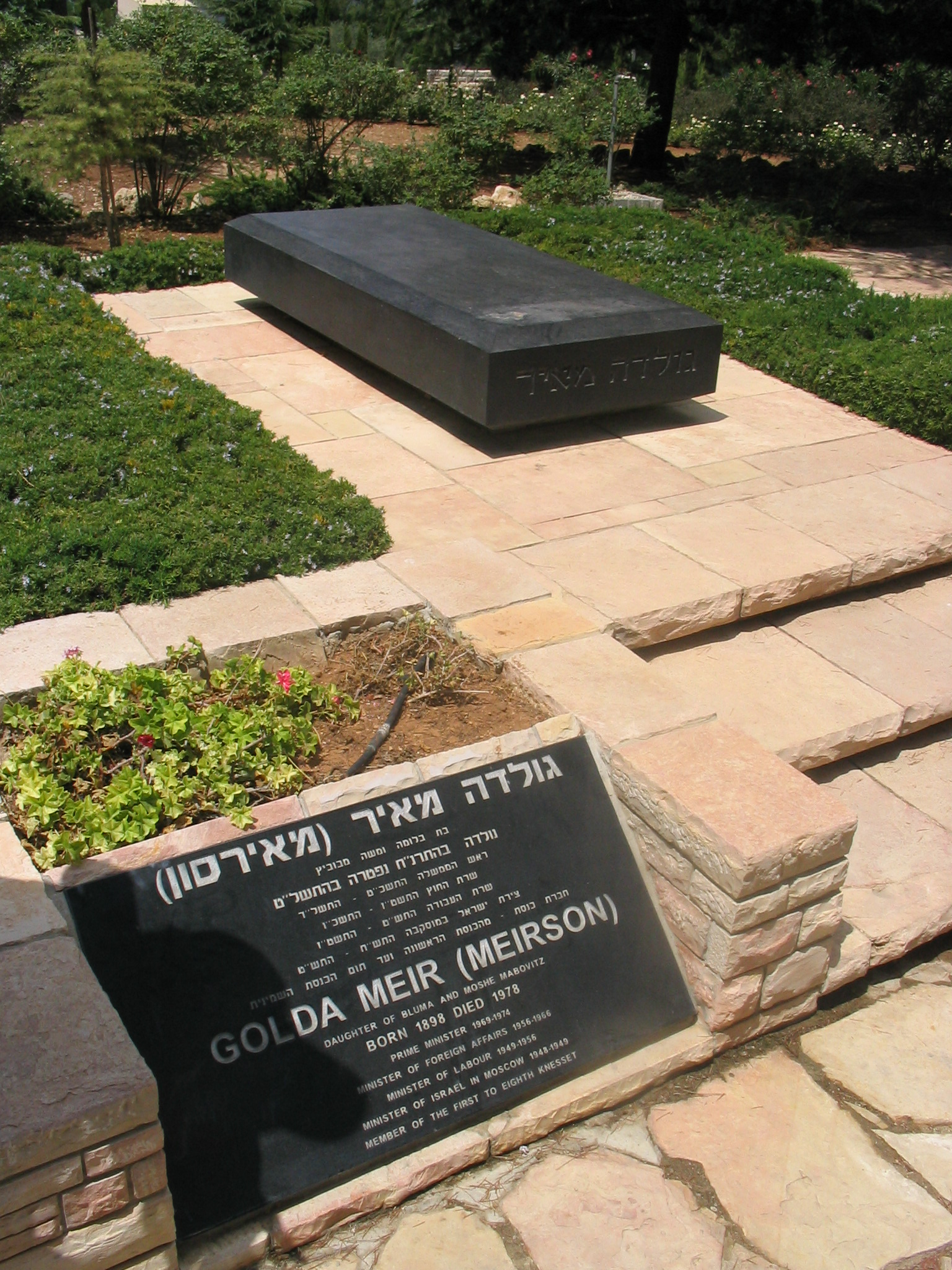
قبر غولدا مائير في جبل هرتزل

في عام 1975، نشرت مائير سيرتها الذاتية بعنوان (حياتي)، والتي أصبحت من أكثر الكتب مبيعًا في نيويورك تايمز.
في 21 نوفمبر 1977، تحدثت مائير في الكنيست نيابة عن حزب العمل أمام الرئيس المصري أنور السادات خلال رحلته التاريخية كأول زعيم عربي يزور إسرائيل. وقالت إن زيارته مهمة من أجل تجنب الحرب للأجيال القادمة، وأثنت على السادات لشجاعته ورؤيته، وأعربت عن أملها في أنه على الرغم من أن العديد من الخلافات لا تزال بحاجة إلى حل، إلا أن هذه الرؤية سيتم تحقيقها بروح من التفاهم المتبادل.
في 8 ديسمبر 1978، توفيت مائير بسبب سرطان الغدد الليمفاوية في القدس عن عمر يناهز 80 عامًا. ودُفنت على جبل هرتزل في القدس.

## الحياة الشخصية
وُلد زوج مائير (موريس ميرسون) في 17 ديسمبر 1893 في شيكاغو، إلينوي. تزوجا في 24 كانون الأول (ديسمبر) 1917، وبقيا متزوجين حتى وفاته في القدس في 25 أيار (مايو) 1951. تتزوج مائير مرة أخرى . وعلى الرغم من أنهما لم ينفصلا أبدًا، فقد تباعد الزوجان على مدار فترة الزواج. وعندما اصطحبت مائير أطفالها معها إلى الولايات المتحدة في الثلاثينيات، بقي موريس في القدس.
أنجبت مائير طفلان. ولد ابنها مناحيم في القدس عام 1924 وتوفي في 14 ديسمبر 2014 في تل أبيب. كان عازف كمان محترف درس في المعهد الموسيقي الإسرائيلي ومدرسة مانهاتن للموسيقى. ولدت ابنتها سارة في 17 مايو 1926 وتوفيت في 30 يناير 2010 في رفيفيم. كان لديها شقيقتان، شينا (1889–1972) وتسيبكي (1902–1981)، بالإضافة إلى خمسة أشقاء آخرين توفوا أطفالًا. دفن زوجها موريس وشقيقتها شينا وزوج شقيقتها شاماي في مقبرة نحلات يتسحاق في جفعتايم.
في عام 1956، بعد أن أصبحت وزيرة للخارجية، غيرت لقبها من "ميرسون" إلى "مائير"، أي "النور"، حيث أمر سلفها موشيه شاريت من جميع أعضاء الخدمة الخارجية أن يتأخذوا لقبًا عبريًا. كانت مائير مدخنة شرهة وتشرب القهوة، ولم تكن تمارس الرياضة كثيرًا، مما ساهم في تكرار مشاكل القلب لديها.
وعن هويتها اليهودية، قالت مائير في طبعة عام 1975 من سيرتها الذاتية "حياتي" ما يلي:
| جولدا مائير | أعتقد أن الأمر لا يتعلق فقط بالالتزام والممارسة الدينية. بالنسبة لي، كوني يهوديًا يعني ويعني دائمًا أن أكون فخورًا بكوني جزءًا من شعب حافظ على هويته المميزة لأكثر من 2000 عام، بالرغم من الألم والعذاب الذي تعرض له. | جولدا مائير |

على الرغم من أنها كانت تتمتع بهوية ثقافية قوية مع اليهودية، إلا أنها كانت تحمل آراء ملحدة عندما يتعلق الأمر بالمعتقدات الدينية. ونُقل عنها خصوصًا قولها: «أنا أؤمن بالشعب اليهودي، والشعب اليهودي يؤمن بالله».

## الجوائز والتقدير
- 1974: وسام الأم العالمية من قبل جمعية الأمهات الأمريكيات.[43]
- 1974: جائزة جيمس ماديسون للخدمة العامة المتميزة من قبل الجمعية الأمريكية اليمينية-كليوسوفيك بجامعة برينستون.
- 1975: جائزة إسرائيل لمساهمتها الخاصة في المجتمع ودولة إسرائيل.
- 1985: وضع تمثال لمائير في قاعة المشاهير النسائية في كولورادو.[44]

## الإرث
يقول كاتب السيرة الذاتية ميرون ميدزيني إن منظور أربعين عامًا يجعل من الممكن تقدير قوميتها العميقة والصهيونية. يجد المؤرخون أن إرثها الرئيسي يشمل القيادة الفعالة للحركة العمالية، وبناء علاقات جيدة مع دول العالم الثالث. يقول مدزيني: "بصرف النظر عن إرساء أسس الوجود الإسرائيلي في أفريقيا، لم تكن مهتمة أبدًا بالعمل الدبلوماسي الروتيني والممل في كثير من الأحيان في وزارة الخارجية، وكانت تكره مظاهره الخارجية المتمثلة في الاحتفالات والطقوس". يتفق معظم المؤرخين على نجاحها كوزيرة للعمل والإسكان، لكنها فشلت كرئيس للوزراء.

## أعمال منشورة
- This Is Our Strength : هذه هي قوتنا (1962) – أوراق غولدا مائير المجمعة
- My Father's House : بيت والدي (1972)
- My Life :حياتي (1975). ISBN 0-399-11669-9.

## في السينما والتليفزيون
1. مسلسل حرب الجواسيس بطولة هشام سليم - ومنة شلبي وقامت بدور جولدا مائير الفنانة لبنى محمود إنتاج 2009
2. فيلم الكافير بطولة عزت العلايلي - وطارق علام وقامت بدور جولدا مائير الفنانة إنعام سالوسة إنتاج 1999
3. فيلم حائط البطولات بطولة محمود ياسين وفاروق الفيشاوي وقامت بدور جولدا مائير الفنانة عايدة عبد العزيز إنتاج 1998
4. مسلسل السقوط في بئر سبع بطولة سعيد صالح - وإسعاد يونس وقامت بدور جولدا مائير الفنانة إنعام سالوسة إنتاج 1994

## روابط خارجية
- غولدا مائير على موقع الموسوعة البريطانية (الإنجليزية)
- غولدا مائير على موقع مونزينجر (الألمانية)
- غولدا مائير على موقع ميوزك برينز (الإنجليزية)
- غولدا مائير على موقع قاعدة بيانات برودواي على الإنترنت (الإنجليزية)
- غولدا مائير على موقع قاعدة بيانات برودواي على الإنترنت (الإنجليزية)
- غولدا مائير على موقع إن إن دي بي (الإنجليزية)
- غولدا مائير على موقع ديسكوغز (الإنجليزية)